# Katsura Funakoshi
Katsura Funakoshi (舟越 桂, Funakoshi Katsura), né le 25 mai 1951 à Morioka (préfecture d'Iwate, région du Tōhoku) et mort dans la même ville le 29 mars 2024, est un sculpteur japonais.

## Biographie
Katsura Funakoshi est considéré comme un maître mondial dans le domaine des arts visuels dans son pays. Yasutake Funakoshi, le père de Funakoshi, était aussi un sculpteur et bientôt son fils ressent la même vocation. Il étudie à l'université d'art et de design de 1971 à 1975 et à l'université des beaux-arts et de la musique de 1975 à 1977. Il commence à sculpter dans du bois de camphre en 1980. Ses œuvres, qui représentent le plus souvent des figures humaines à partir de la ceinture, possèdent une grande force poétique qui les rend efficaces et distinctes. Funakoshi travaille ce matériau d'une manière personnelle et laisse visible à la fois le grain du bois et les marques de la sculpture. L'artiste utilise bien le grain pour la modélisation et laisse une partie de la tête non peinte, normalement la couronne.

## Expositions
Katsura Funakoshi prend régulièrement part aux plus importantes expositions internationales :
- 43e Biennale de Venise (1988)
- 20e Biennale de São Paulo (1989)
- documenta IX à Cassel (1992)
- Biennale de Shanghai (2000)